# Bekuy
Bekuy là một tổng của Tuy (tỉnh) ở phía nam Burkina Faso. Dân số năm 1996 là 16.484 người. Thủ phủ là thị xã Bekuy.

## Các thị xã và làng xã
Bassé, Lamba và Sara.